# Sarada Uchiha
Sarada Uchiha (うちは サラダ, Uchiha Sarada) é uma personagem fictícia do mangá Naruto, de Masashi Kishimoto. Introduzido no último capítulo do mangá, ela se torna a protagonista do spin-off Naruto Gaiden: O Sétimo Hokage e a Lua que Floresce Vermelha (2016). Uma jovem ninja em treinamento, Sarada é a filha de Sasuke Uchiha e Sakura Haruno. Sarada nasceu enquanto sua mãe acompanhava seu pai em suas viagens. Ela é retratada como uma jovem determinada, amigável, inteligente e ambiciosa. Sarada tem uma personalidade forte e o desejo de se tornar Hokage, como o Naruto Uzumaki. Ela é leal aos seus amigos e está disposta a fazer o que for preciso para protegê-los. Ao longo da série, Sarada passa por um desenvolvimento significativo, amadurecendo como ninja e explorando sua herança Uchiha. Ela também mantém uma relação próxima com Boruto Uzumaki e Mitsuki, formando uma equipe poderosa e equilibrada.
Em seu mangá, Sarada acredita erroneamente que ela não é a filha de Sakura e vai em uma missão para confirmar sua filiação. Seu personagem também é explorado no filme Boruto: Naruto o Filme (2015), onde ela se tornou um ninja de baixo escalão (Genin) da Vila da Folha e sonha em se tornar seu líder, o Hokage. Sarada também aparece como personagem principal na série de mangá de Ukyō Kodachi, Boruto: Naruto Next Generations (2016) e sua adaptação anime, que mostra suas interações com sua família e seus futuros companheiros, Boruto Uzumaki e Mitsuki, junto com quem ela é liderada por Konohamaru Sarutobi.
Kishimoto sentiu pressão quando criou Sarada porque achava que ele não tinha experiência em desenhar personagens femininas. Kishimoto também queria transmitir o relacionamento de Sarada com seus pais através de seu mangá de spin-off. A recepção crítica a Sarada foi positiva. Suas interações com Boruto e Sasuke, bem como como ela pretende se tornar a Hokage baseada em seu personagem, foram elogiadas.

## Conceito e criação
Masashi Kishimoto concebeu Sarada Uchiha como um personagem que inicialmente não seria percebido como feminino. Ele se sentiu pressionado ao desenvolver Sarada para o Naruto mangá spin-off, Naruto Gaiden: O Sétimo Hokage e a Lua que Floresce Vermelha (2016), como ele estava preocupado sobre como o público, principalmente do sexo masculino da franquia iria responder a uma personagem principal feminina. O irmão de Masashi Kishimoto, Seishi Kishimoto, compartilhou preocupações semelhantes. Kishimoto leu vários livros não especificados sobre os traços das mulheres para selecionar as características certas para a personalidade de Sarada. No final, ele deu essas características ao invés de outro personagem aparecendo no spin-off —Chocho Akimichi.
Ele fez isso porque a história de Sarada era sombria, e ele pretendia equilibrá-la com Chocho, que ajudaria a manter a história cômica e divertida para os leitores devido ao contraste com o arco de Sarada. Outro aspecto que Kishimoto queria desenvolver na série era o vínculo entre Sarada e sua mãe, Sakura Haruno. Para o final do spin-off de Naruto, Kishimoto queria que terminasse com o foco na família de Sarada. Kishimoto escolheu retratar Sarada como um pouco sombrio, mas forte de coração, em vez de bonito. Ele imaginou a personagem como uma versão feminina de seu pai, Sasuke Uchiha. Ele também incorporou elementos de Sakura na caracterização de Sarada e fez com que as duas personagens usassem roupas parecidas.
Kishimoto também disse que pretendia fazer Sarada fofa mesmo usando óculos. Sarada originalmente ia ter cabelo longo, mas Kishimoto sentiu que não caberia em seu olhar como um ninja e modificou seu penteado. O autor também sentiu que os óculos fariam a personagem parecer mais atraente. Sua roupa ninja foi baseada em um de Sakura na primeira parte de Naruto, mas Kishimoto também decidiu cobrir os braços de Sarada. Durante os últimos retoques na produção de Sarada, Kishimoto fez seus olhos parecerem os de Sasuke, e seus óculos também foram feitos para esconder essa semelhança.
Na série de filmes e anime da franquia, Boruto: Naruto Next Generations (2017), Kokoro Kikuchi dubla Sarada em japonês.Quando o novo arco da história da família de Sarada foi anunciado para Boruto: Naruto Next Generations, Kikuchi disse que esperava que os fãs "sentissem a força e a energia da família Uchiha" por toda parte, apesar de se sentir nervosa ao expressar Sarada; ela também ansiava pelas interações entre ela e Chocho, que têm personalidades completamente diferentes. Na versão em português, Luciana Milano a interpreta no videogame Naruto Shippuden: Ultimate Ninja Storm 4 (2016).

## Aparições

### emNaruto
Sarada faz sua primeira aparição no último capítulo de Naruto. Ela é a filha de Sasuke e Sakura Uchiha. Como o personagem central de Naruto Gaiden: O Sétimo Hokage e a Lua que Floresce Vermelha, Sarada procura por seu pai distante. Ela erroneamente sente que Sakura não é sua mãe biológica; Depois de perceber que Karin, uma mulher que costumava ser um dos aliados de Sasuke, usa óculos semelhantes aos dela, Sarada acredita que ela é sua verdadeira mãe. Empolgada em ver Sasuke depois de muitos anos, Sarada ganha a técnica de olho de sangue conhecido como Sharingan (写輪眼/しゃりんがん; lit. "Olho Copiador Giratório", mangá Português: "Olho Espelhador Giratório") jutsu que ela herdou dele. No entanto, ela não tem uma boa primeira impressão de seu pai, erroneamente acreditando que ele não se importa com sua família. Quando Naruto Uzumaki, o líder de Konohagakure, ajuda a entender que a família não é uma questão de sangue, Sarada percebe que ela amaria Sakura, independentemente de sua relação de sangue, e deseja salvá-la e protegê-la a qualquer custo.
Eventualmente é mostrado que Sarada herdou o controle natural de Sakura sobre o chakra, e assim ela é capaz de juntá-lo em seus punhos e causar um efeito devastador em um alvo por causa de sua força sobre-humana. Ao mesmo tempo, destaca-se que Sarada também herdou o seu tique verbal "chá!" (しゃーんなろー, Shānnarō!). Sarada finalmente descobre de Sakura que é sua mãe biológica. Depois que a mesma o confirma, Sasuke diz que a existência de Sarada mostra a conexão entre ele e Sakura. Karin depois explica que ela foi a parteira de Sakura quando seus pais viajaram juntos. Antes de sair novamente, Sasuke mostra a Sarada o quanto ele a ama dando-lhe o mesmo gesto que uma vez deu a Sakura, a cutucada na testa, e promete voltar para casa em breve. Tendo admirado Naruto e sua dedicação à aldeia, Sarada tem como meta tornar-se a próxima Hokage um dia.

### emBoruto
Sarada também é uma personagem coadjuvante no filme Boruto: Naruto o Filme (2015), onde aparece como uma ninja de baixa patente (Genin) e forma uma equipe com Boruto Uzumaki, Mitsuki e seu professor Konohamaru Sarutobi. Sarada, Mitsuki e Boruto participam do exame ninja para se tornarem ninjas de nível intermediário, Chunin. Depois de passar a primeira rodada, Sarada ajuda sua equipe a vencer a segunda rodada, rompendo um genjutsu com seu Sharingan e conseguindo obter a bandeira que ela estava procurando. Na terceira rodada, Sarada usa seu Sharingan novamente, mas desta vez combina com seu controle naturalmente bom dos chakras, e é capaz de derrotar rapidamente seu adversário, Tarui. Apesar disso, a equipe não consegue passar no exame final.[carece de fontes?]
Uma vez que o exame é interrompido por duas figuras conhecidas como Momoshiki Otsutsuki e Kinshiki Otsutsuki, Sarada tenta ajudar a limpar a área, e seu pai a protege depois que ela é quase esmagada por uma parede caindo. Naruto é capturado pelos dois vilões, e Boruto pede a Sarada e Mitsuki para proteger Konohagakure enquanto ele vai com Sasuke para salvar o desaparecido Hokage. Depois que a missão termina, Sarada pergunta a Boruto se ele quer se tornar o próximo Hokage, ao que ele responde que decidiu seguir os passos de Sasuke e protegê-la assim que ela se tornar a Hokage no futuro. Sarada também aparece na novelização do filme de Ukyo Kodachi. Durante a produção do filme Boruto: Naruto o Filme, algumas cenas envolvendo as interações de Sarada com Boruto foram removidas devido a restrições de tempo. No entanto, a cena mais importante de Kishimoto entre esses dois foi mantida: Boruto motivando Sarada a se tornar o Hokage no futuro.
Sarada também aparece na sequência do mangá de Kodachi para Naruto, Boruto: Naruto Next Generations (2016). Enquanto o mangá de Boruto começa com uma releitura do filme, os capítulos seguintes contêm novas histórias. O Time Konohamaru recebe uma missão ninja, mas os três membros rejeitam quando Sarada descobre que Boruto está protegendo alguém de um assassino e o salva junto com Mitsuki. A adaptação anime mostra Sarada e seus amigos antes de se tornarem ninjas. Apesar de serem amigos de infância, Sarada e Boruto não se dão bem, mas acabam se tornando mais próximos uma vez que Boruto salva Chocho durante uma competição entre estudantes da academia ninja. O anime também reconta os eventos do mangá spin-off de Sarada, onde ela consegue se relacionar com seu pai.
Da mesma forma, os romances leves de Boruto: Naruto Next Generations de Kodachi incluem o papel de Sarada no anime. Em um arco posterior, o grupo de Sarada vai em uma viagem para a Aldeia da Névoa, mas acaba tentando impedir uma rebelião, com Sarada derrotando um dos espadachins que o lideram. Seguindo esse arco, Sarada e suas amigas se tornam ninjas após passar em um teste, e ela, Boruto e Mitsuki formam o novo "Time 7" sob a liderança de Konohamaru. No anime, Mitsuki desaparece da Vila da Folha, levando Sarada e seus amigos a procurá-lo. Depois de enfrentar os novos aliados de Mitsuki da vila de pedra, Mitsuki interrompe a batalha e derruba Boruto. Sarada também está presente em uma animação de vídeo original onde o Time Konohamaru é enviado para impedir um aparente ladrão.

### em outras mídias
Fora da série de mangás e anime, Sarada aparece em um omake do mangá Sharingan Legend de Sasuke Uchiha (2014), onde ela observa o treinamento de Boruto com Sasuke. Ela também aparece no final do videogame Naruto Shippuden: Ultimate Ninja Storm 4 (2016) e se torna um personagem jogável na versão atualizada Road to Boruto (2017). Além de reencenar cenas do filme de Boruto, Sarada também aparece no jogo treinando com seu pai a seu pedido. Ela também é jogável no videogame Naruto to Boruto: Shinobi Striker (2018).

## Recepção
A resposta crítica ao personagem de Sarada foi positiva. Em uma resenha do mangá de Boruto, Amy McNulty, do Anime News Network, achou o papel de Sarada em Boruto interessante devido ao seu sonho de se tornar a Hokage, a ponto de apreciá-la mais do que sua mãe, Sakura. Christian Chiok, do Japanator, concordou, afirmando que o sonho de Sarada melhorou sua caracterização. McNulty disse que Sarada e Mitsuki ajudaram a manter uma boa dinâmica com Boruto. Escrevendo sobre sua introdução no anime Boruto: Naruto Next Generations, Sam Stewart da IGN ficou desapontado que Sarada não teve muito tempo de tela em sua estreia como quando seu conflito com Boruto foi ofuscado pela maioria dos outros alunos da academia ninja. Stewart esperava que o relacionamento de Sarada e Boruto fosse expandido no futuro, já que ambos são filhos dos protagonistas da série anterior.
Uma vez que um episódio de Boruto se concentrava nas interações de Sarada e Boruto, Stewart estava mais feliz com o relacionamento deles. Ele disse que Sarada tinha "se tornado uma mistura de Sasuke e Naruto" com base em sua personalidade e sonhos, a ponto de achá-la mais interessantes do que suas amigas. Stewart achou o arco de Sarada uma das melhores partes do anime por conta de suas interações realísticas com seu pai, Sasuke, que ele achava serem mais realistas do que as histórias de Boruto ou Sumire Kakei. Toon Zone gostou da dinâmica entre Sarada e Boruto porque ambos os personagens são diferentes de seus pais. Chris Homer, do The Fandom Post, também comentou que Sarada é mais um personagem "reservado" baseado em sua personalidade.
Vários escritores comentaram sobre o relacionamento de Sarada com Sasuke. McNulty descobriu que a caracterização de Sarada é um contraste interessante em relação a Boruto, devido a como ambos lidaram com os problemas dos pais em seus arcos. Enquanto McNulty não gostara do romance entre Sasuke e Sakura na série original porque ela sentiu que inicialmente era uma paixão unilateral por parte de Sakura, ela pensou que a história de Sarada oferecia intuições sobre o vínculo entre os dois e seu relacionamento com sua filha, o que também ajudou desenvolver Sarada. Chris Zimmerman, do DVD Talk, afirmou que os problemas da família entre Sarada e Sasuke se encaixavam no tema principal do filme de Boruto: a má relação entre pais e filhos. Zimmerman sentiu que o relacionamento de Sarada com seu pai se igualava aos problemas de Naruto com seu filho no filme. McNulty mencionou que, enquanto Sarada não detestava seu pai do jeito que Boruto odiava a dele, ela ainda tinha mais admiração por Naruto devido ao seu sonho de ser a próxima Hokage. Christian Chiok descobriu que o personagem de Sarada é uma das melhores partes do spin-off de Naruto, porque ela criou um vínculo com Sasuke. Chris Homer também foi um dos críticos que sentiram que havia um contraste entre os arcos de Sarada e Boruto, afirmando que ambos queriam ser como os pais um do outro.
Por outro lado, Alexandria Hill, da Otaku USA, achou a série spin-off de Sarada decepcionante por causa de sua falta de interação com o pai. Antes do final do arco de Sarada, McNulty pensou que, embora Sarada ainda desejasse confirmar sua paternidade, ver seus pais interagirem e demonstrar seu amor por ela parecia ter diminuído sua necessidade de respostas. McNulty também apontou que a jornada de Sarada se encaixava nos temas de identidade e família frequentemente vistos na série. Ken Iikura do Anime Now elogiou o papel de Sarada no anime Boruto. Ele disse que Sasuke de coração frio claramente se importa profundamente com Sarada e que ambos os personagens foram grandemente expandidos no processo. A escritora do Anime Now Sarah Nelkin concordou com McNulty, afirmando que Sarada expande o vínculo entre Sasuke e Sakura, apesar dele estar ausente muitas vezes por causa de sua missão. Vários tipos de mercadorias baseadas na imagem de Sarada também foram liberados. Os espectadores do filme de Boruto receberam dois tipos diferentes de fãs, um dos quais usava as imagens de Sarada e Sasuke.